# Textilkonservator
För information om konservering i allmänhet, se konservator.
Textilkonservator arbetar med att bevara textilier av olika slag. Detta kan ske genom god förvaring (preventiv konservering) eller en åtgärd (aktiv konservering). Konservatorn kan också se till att textilier som är i bruk, till exempel konst, brud- och doptextilier eller kyrkotextilier, kan hållas i ett användbart skick. 
Textilkonservatorer arbetar oftast på museer, offentliga institutioner eller i privata företag. I Sverige är de flesta textilkonservatorer medlemmar i Svenska föreningen för textilkonservering eller Nordiska konservatorsförbundet. 

## Rengöring
Orsaken till att en textila föremål rengörs är att smutsen på sikt bryter ner Textilfibrerfibrerna. Damm och smuts kan också utgöra en grogrund för mögel. 
Rengöringen kan ske torrt, med en försiktig dammsugning, borstning/pensling eller vått, då allra oftast med vatten. De textilier konservatorn arbetar med är inte sällan ömtåliga och rengörs därför liggande plant, i ett stort grunt kar. 
På vissa textilier kan dock smutsen berätta något om hur och var föremålet har använts. Då är det inte säkert att en rengöring är försvarbar. Istället kan en god förvaring vara en bättre åtgärd.

## Stödlagning
När en textila föremål är så ömtålig att det inte kan hanteras utan att gå sönder kan konservatorn göra en stödlagning. Ofta innebär det  ett stödtyg som fästs mot det nedbruten tyget med sömnad.

## Laminering
En annan typ av stödlagning är laminering. Då fästs textilen mot stödtyget bestruken med en adhesiv (ett limämne). På det sätt får föremålet stöd och materialförlust förhindras.. Det är en lämplig metod till exempel om föremålet är så skört att det går sönder om man sticker en nål genom det.

## Skadedjurssanering
Har man otur kan till exempel mal eller ängrar lägga sina ägg bland textilierna. Larverna som sedan kryper ut ur äggen äter hål i textilierna. Textilkonservatorn kan med olika tekniker, till exempel frysning, döda insekterna. Viktigast är dock det förebyggande arbetet, för att hindra angrepp. Idag används allt mindre kemikalier. Istället ser man till hanteringsrutiner och hur textilierna förvaras, med regelbundna inspektion och övervakning inom en process för samordnad skadedjurskontrol eller Integrated Pest Management (IPM). 

## Förvaring
En god förvaring kan göra aktiva konserveringsåtgärder onödiga. Textilier mår bäst av att förvaras mörkt i cirka 18 grader C och runt 50 % relativ luftfuktighet. Man ska undvika ämnen som avger syror i närheten av textilierna. Syror finns till exempel i vanligt papper och många träslag. Vissa träfiberskivor och kryssfaner avger andra ämnen som, liksom syrorna, bryter ner eller missfärgar textilfibrer. Man bör också undvika plast och tejp, som med tiden blir kladdiga och ger fläckar.